# 王珵
王珵（1564年—1645年），字元玉，號鍾山，山東青州府諸城縣人，明朝、南明政治人物。

## 生平
王珵在天啟七年（1627年）中舉人，到崇禎七年（1634年）成進士，獲授涇陽知縣，斬殺盜寇首領，守衛全城，但因為拒絕總督索賄遭罷官。很快朝廷以他有治理邊境的才幹在遵化起用，整頓十九萬馬步官；大學士劉宇烈以二十萬人至，他立刻辦理馬匹飼料。
崇禎十二年（1639年）王珵升任兵部武选司主事，調職方主事，十三年外任湖廣屯田僉事，得楊嗣昌推薦後改任河南汝南道佥事，署任汝寧知府，多次擊敗流寇。敵軍包圍光山，他在元旦大雪逼近，斬殺五千人。陞任參議後，為汝寧、信陽解圍，擢官參政。
弘光時，王珵南渡，卒年八十二歲。

## 家族
曾祖王仁；祖王思敬，乡宾；父王教民，儒官。子王咸炤，任參將，降清。

## 引用
1. 1 2  錢海岳《南明史·卷三十五·列傳第十一》：王珵，字元玉，諸城人。崇禎七年進士。授涇陽知縣，斬掌盤，拒寇全城。總督索賄不應罷。以邊才起遵化，馬步十九萬屯境，嚴飭之。大學士劉宇烈以二十萬人至，芻豆立辦。
2. ↑  咸豐《青州府志·卷十六下·選舉表》：（天啟）七年丁卯（舉人）……王珵 見進士，同上
3. ↑  《崇祯七年甲戌科进士三代履历便览》：王珵，曾祖仁；祖思敬，乡宾；父教民，儒官。字元玉，号锺山，春秋房，辛丑年三月初九日生，山东青州府诸城县人，丁卯乡试十九，会八十四名，三甲四十九名，刑部观政，六月授陜西涇阳知县，丁丑考察，调遵化知县，己卯升兵部武选司主事，调职方司主事，庚辰升湖广佥事，改河南汝南道佥事。
4. ↑  錢海岳《南明史·卷三十五·列傳第十一》：遷職方主事，出為湖廣屯田僉事。楊嗣昌薦知兵，改汝寧。數戰大捷，寇圍光山，於元日大雪逼之，斬五千人。陞參議，解汝寧、信陽圍。擢參政。弘光時，南渡。卒年八十二。子咸炤，參將，降於清。